# T4 t6
Są to oficjalne standardy opublikowane przez Międzynarodową Unię Telekomunikacyjną - Sektor Telekomunikacji (ITU –T – International Telecommunication Union Telecommunications Sector) definiujące schemat kodowania i funkcje sterujące kodowaniem dla urządzeń faksowych grupy 3 i 4.
Standardy te określają:
- zasady wymiany rysunków inżynierskich skanowanych optycznie oraz stron publikacji technicznych,
- zasady kompresji grafiki rastrowej mające na celu redukcję wielkości zbioru oraz czasu transmisji.

Stosowana metoda kompresji, bit-perserving (kontrola bitowa) jest odporna na zniekształcenia kanałowe, co oznacza, że otrzymany po stronie odbiorczej zdekodowany obraz jest identyczny z oryginalnym.

T4 ma zastosowanie do urządzeń telekopiowych grupy 3, natomiast T6 stosuje się do urządzeń telekopiowych grupy 4.

W T6 zastosowano znacznie wydajniejsze mechanizmy kompresji. Większość produkowanych i oferowanych na rynku urządzeń faksowych działa w oparciu o te standardy.